# グローランサーII
『グローランサーII』（GROW LANSER II -The sense of justice-）は、アトラスから2001年7月26日に発売されたPlayStation 2用ゲームソフト。Best版は2002年8月8日に発売。

## 概要
ジャンルはノンストップ･ドラマチックRPG。キャラクターデザインはうるし原智志。前作『グローランサー』から1年後の世界が舞台。前作とは違い、移動する時はマップ上に存在するポイントを移動するだけで済むイベントポイントシステムが採用された。さらにリング=ウェポン・システムが搭載され精霊石の組み合わせによって同レベルでも戦闘能力が一変するようになっており、場合と状況によってより適切な組み合わせを探す楽しさが生まれた。パーティメンバー編成の概念が無く、戦闘でパーティの最大人数である7人ものメンバーを出撃させられるのはシリーズでも唯一である。また、主人公の選択によってストーリーが全く違うルートに分岐するなど自由性の高い内容となっている（ただし、他作品のようにキャラ毎のエンディングに到達出来るのは正規ルートのみ。他ルートでは嘗ての仲間と敵対する事もある）。
一方で、ダンジョンや街の探索と言ったRPG要素の多くが廃されたシミュレーションRPGに近いシステムとなり、休暇、カード収集と言った前作のシステムも廃止された。また、前作にあったアニメーションムービーやイベントスチルは無く、ボイス量も減っている。また、マルチシナリオと言う事もあり、前作に比べるとストーリーのボリュームも大幅に縮小されている。
システムがシミュレーションRPG寄り、シリーズ中唯一「妖精キャラ」が登場しない。主人公が喋るなど、他のシリーズ作品と違い特徴的な作品となっている。

## シナリオ分岐
本作では上述の通りマルチシナリオ制が導入されており、ウェインの行動・選択次第で情勢が大きく変わる。以下のルート名は攻略本準拠。
正規シナリオ
ウェインが反旗を翻さない、あるいは反旗を翻すための必要イベントをこなさなかった場合の、今作の本筋とも言えるルート。バーンシュタイン軍人として、祖国と世界の平和のために戦う。ウェインがインペリアル・ナイトになる可能性があり、また、ヒロインや仲間との告白イベント・個別エンディングが起こせる唯一のルート。
パーティーメンバーはウェイン、ハンス、シャルローネ、ゼノス、リビエラ、カーマイン、ライエル（ウォーマー）、アリエータ（セレブ）の8名。
傭兵国シナリオ
正規シナリオ中盤より分岐。ウォルフガングに加担し、傭兵国建国に尽力する。バーンシュタイン、ローランディア、ランザックを敵に回した結果、多くの仲間と敵対。ウェインとウォルフガングの出生の秘密をひもとくことにより、ラストでさらなる分岐が発生する。
パーティーメンバーはウェイン、ハンス、ゼノス、パトリック、アリエータ（セレブ）の5名。
洗脳シナリオ
正規シナリオ終盤より分岐。シュナイダーの思想に賛同し、言霊の面を使った洗脳社会を構築する。
パーティーメンバーはウェイン、ハンスの2名。
洗脳シナリオ2
洗脳シナリオより分岐。一度は賛同したシュナイダーの思想に、ハンスの変貌をきっかけとして疑問を持ったウェインが、レジスタンス行動を展開するカーマインたちかつての仲間と合流。ともにシュナイダーに立ち向かう。
パーティーメンバーはウェイン、シャルローネ、ゼノス、リビエラ、カーマイン、ライエル（ウォーマー）、アリエータ（セレブ）の7名。ライエル（ウォーマー）とアリエータ（セレブ）は所在地に立ち寄ることで加入するが、加入させずに5名でラストバトルに突入することも可能。

## ストーリー
カーマインが世界を救ってから1年。バーンシュタイン王国に住む少年、ウェインはインペリアル･ナイトを目指して仕官し、日夜特訓に明け暮れていた。そんなある日、士官学生時代の同期で今は政治家のシュナイダーから、ある任務を頼まれる。部下二人を連れて行われた任務はウェインの人生を大きく変えることとなる。

## 登場人物

### パーティーメンバー
シリーズ他作品同様、仲間キャラとは男女問わずエンディングを迎える事が出来るが、今作では女性キャラ全員のエンディングを迎えた後でなければ男性キャラのエンディングに到達出来ないようになっている。一度エンディングを迎えたキャラは「○○との思い出」が手に入り、次回以降のプレイにて無条件でエンディングが迎えられるようになる。
ウェイン・クルーズ
声 - 今井由香
本作の主人公。没落した元名門であるクルーズ家出身の少年（ウェイン自身は庶民育ちのため、その事実を当初は知らない）。膂力に優れており身の丈を越えるほどの大鎌を使い戦う。幼少の頃、ルリハコベの花畑で一緒に遊んでくれた女性との約束が守れなかったことを悔い、そのとき父から「人の痛みをわかる立派な人間になれ」と言われたことをきっかけに国の誉れであるインペリアル･ナイトを目指すようになる。正義感と責任感が強く仲間のために体を張ることもしばしば。ウェインが手を貸す勢力によって三国大陸の未来が様々に変わっていく。
シリーズでは唯一、自発的に喋り、名前も変更できない主人公である。
ドラマCD版ではコムスプリングスに来たし際に温泉でウォレスと出会っており面識がある。
17歳、172センチ。好き：遺跡調査、街を眺めること。嫌い：退屈。特技：身体を動かすこと全般。
ハンス・バート
声 - 阪口大助
スタークベルグの孤児院出身の少年。孤児院が襲われた際に、仲間とともにウェインに助けられる。以降ウェインを師匠と仰ぐようになり、後に同じバーンシュタインの軍人として再会した。従者として常に傍らに存在し、ウェインがどの勢力に寝返ろうと常に付き従う。投げナイフで戦う陽気なお調子者。夢は温かい家庭を持つこと。洗脳ルートでは選ばれた女性と結婚するが、そこには愛情も温かさもなくただ命令に従っただけのことであり、ハンスの夢とは大きく異なるものだった。このことがウェインに今の体制に疑問を抱かせることとなった。
終盤の告白イベントでウェインが相手に振られると、代わりとして一緒に休暇を過ごし、決戦時にもパートナーとなる。但し、この場合はハンスのエンディングを迎えた事にはならない。
15歳、167センチ。好き：温かい家庭、イモ。嫌い：孤独。特技：走ること、子守り。
シャルローネ・クラウディオス
声 - 川上とも子
スタークベルグ領主クラウディオス卿の娘。愛称はシャロ（命名ハンス）。初の女性インペリアル･ナイトであるジュリアに憧れ仕官し、ウェインの後輩として同じ師団に配属される。武器は弓矢で、高威力と引き換えの長い硬直時間が特徴。回復・補助系呪文も得意。病弱な弟を励ますためにインペリアル・ナイトになることを約束している。非常に気が強く自分の意見を曲げないため、周りと衝突することもあるが本当は弟思いの優しい女の子。ウェインがインペリアルナイトになり、かつシャルローネがユニコーン騎士団に入団するのが条件となっており、一度でも行動を誤るとエンディングを迎えられない。後にジュリア・ダグラスの部下となり、ドラマCDでは彼女との掛け合いが見られる。内容はウェインの誕生日に向けてケーキを作るというもの。この時の彼女は本編よりも明るい性格となっている。そこへ現れたジュリアと共にケーキを作り彼女に調理法を教えつつ、上手くいかないのをフォローするので精神的な疲労が凄まじかった。
15歳、161センチ。3サイズは上から83/56/80。好き：紅茶。嫌い：コーヒー。特技：アーチェリー、ピアノ。
ゼノス・ラングレー
声 - 遠近孝一
前作に引き続き登場の、大剣を振るう剣士。グランシル闘技大会の覇者で大陸一の剣闘王と呼ばれている。過去に犯した罪を今でも悔いている。傭兵時代の経験から生存術に長け料理も得意。極度のシスコンぶりは健在で、今作でも頻繁に義妹のカレンの身を案じている。時空干渉能力を持つ。リビエラとはシャドーナイト時代に知り合っており彼女の心中を察しているシーンもある。自身も元傭兵という事で、傭兵ルートではウェインに付いて行く。
26歳、187センチ。好き：妹。嫌い：妹を傷つけるもの。特技：剣術、生存術、料理。
リビエラ・マリウス
声 - 松井菜桜子
ウェイン達がアグリスの村で出会う20歳の女性。国境沿いの道に詳しく知識を豊富に持っている。しかしその正体はバーンシュタイン諜報部に所属する人間であり、元シャドーナイト。姉であるオリビアも同じ部署に所属している。過去の事件のトラウマから他人と関わりをなるべく持たないようにしているが、ウェイン達と行動を共にするうちに知らぬ間に彼等に心を許すようになっていく。攻撃・回復・補助の魔法を使い分け、ロッドによる打撃もある程度こなせる。さまざまな知識にも精通しているが、料理は未経験。デザイン担当のうるし原智志いわく「スカートを脱いでしまえばほとんど黒づくめになり、すぐにでも隠密活動が取れる」。
ドラマCDではシャルローネと入浴したし際に、グラマーな体つきに驚かされたことが語られている。
19歳、168センチ。3サイズは上から90/54/85。好き：温泉。嫌い：人付き合い。特技：調べ物。
カーマイン・フォルスマイヤー（名前変更可能）
声 - 千葉進歩
前作の主人公。前大戦にて三国大陸を平和に導いた英雄。その功績から「光の救世主 グローランサー」の称号が与えられ、現在はローランディア王国の特使を勤める。剣を武器とし、回復系の魔法もこなせるバランスの取れた戦士。時空干渉能力を持つ。
前作とは違い人格を持ったキャラクターとなっており、普通に喋る。ウェインの良き兄貴分として彼の成長を見守る。
ジュリアンに対し「俺を誰だと思っている」と言い放つなど自信満々な性格だが、温泉イベントでは当時覗きに加担したことを棚に上げて「本人の名誉のために名は伏せるが～」と前置きしてウェインに話すなどお茶目なところもある。最終決戦ではシュナイダーから世界の平和のために洗脳国家を作ろうとする自分に刃を向ける理由を問われ、「俺は世界なんて救っていない。ただ大切な人たちの居場所を守っただけだ」と突き付け彼なりの信念が窺える。
18歳、172センチ。
アーネスト・ライエル
声 - 置鮎龍太郎
元インペリアル・ナイト。前大戦にて偽王子であるリシャールに加担した罪を問われ騎士の位を剥奪。国外追放されたが祖国を愛する心は今も変わらず、バーンシュタイン王国国境付近の森で隠遁生活を送っている。当初は世捨て人の様相を呈していたが、ウェインの必死の説得により仲間に加わる（イベントを起こさなければ仲間にならず、後述のウォーマーが加入する）。二刀流の使い手で、近接戦闘キャラの中ではリーチが長い。王都では正体を隠す為に仮面を被り、ウェインの付けた偽名を名乗るが、エリオットやオスカー等には即座に見破られた。エンディングではシュナイダー打倒に貢献したことでバーンシュタインに戻ることを許される。
22歳、187センチ。好き：主君。嫌い：主君を脅かす敵。特技：剣術、指揮能力。
ウォーマー・ブルース
声 - 岡野浩介
アリオストと同じ村出身の若者。非常に変わった方言を使う。時空制御塔の警備員でウォルフガングの襲撃の際にも任についていたが、身を隠してやり過ごした。しかし途中で食料が尽きてしまい、倒れたところをウェインたちに助けられて仲間に加わる。兵として働くよりも農作業が得意で、地質調査にも長けている。武器は槍。鈍足だが、覚える特技の関係で非常に打たれ強く生存能力は高い。
アーネストを仲間にしなかった場合のみ登場し、加入する。またグローランサーコレクションによれば、続編である『グローランサーIII』に召喚された後、この地に永住を決意し農夫として過ごしたということが語られている。
20歳、176センチ。好き：農作業。嫌い：空腹。特技：地質調査、農作業。
アリエータ・リュイス
声 - 笠原弘子
ウェインの幼少の頃の思い出の女の子。当時から見た目が全く変わっていない。実はヴェンツェルにすら匹敵する最強のグローシアンであるため攻撃系の魔法が得意。唯一の親友は妖狐のセレブ。ある理由から二重人格になっており、本来のアリエータは争いを好まない優しい娘だが、もう一方の人格は平気で他人を傷つけ、怪物を従え各地に出没している。
10年前後を経ての再会にもかかわらず年齢・外見が変わっていないのは理由があり、出会った場所の近くにある遺跡の冷凍睡眠装置でコールドスリープをしていたため。肉体の衰えを防ぐために1年に3日間だけ目覚めるというサイクルを200年も繰り返しており、ウェインと出会ったのも丁度そのタイミングであった。コールドスリープについた理由は、豹変したヴェンツェルに目をつけられ危険性を感じた事と、自分の肉体に封じられているゲーヴァスの魂の支配から逃れるためだった。しかし、それまで抵抗していた彼女の体も、強靭なゲーヴァスの精神支配から逃れ切れずに、徐々に支配下に置かれつつある。
関連イベントをすべて起こして条件を満たした場合のみ救出に成功し、仲間に出来るがセレブが犠牲になってしまう。失敗した場合はゲーヴァス撃破後に死亡してしまい、代わりにセレブが仲間になる。
ドラマCDではパラレル的な内容になっており、アリエータもセレブも生存している。内容はコムスプリングスでウェインとたまたま出会いデートするというもの。ラムレーズンアイスのラム酒で酔ってしまうくらい酒に弱いことが明かされた。
17歳、155センチ。3サイズは上から82/50/81。好き：花。嫌い：争い。特技：魔法、オカリナ。
セレブ
声 - 小杉十郎太
三国大陸生まれ唯一の妖狐。別の世界からやって来た妖狐族がこの世界で最初に生み出したのが彼で推定年齢は500歳を越える。200年前、実験のためグローシアンに捕獲されてしまうがアリエータに助けられる。以後、彼女を守護している。彼女の事情全てを知る唯一の理解者であり親友。
アリエータの救出に失敗した場合、代わりに仲間になる。能力的にはアリエータと同傾向だが、取得スキルや装備品に若干の違いあり。
告白イベントには直接は誘えないため、エンディング条件はアリエータ死亡時に彼女との思い出を使用する事である。
続編である『III』では彼の両親が登場する。『III』では本作の他のメンバーを召喚する事は可能だが、セレブは召喚できない。
好き：アリエータ。嫌い：無知。特技：魔法。
パトリック・レイト
声 - 藤原啓治
マクシミリアンそっくりの元鉱夫。そこに目をつけた傭兵王国にスカウトされ、シュナイダーに扮して事件を起こしバーンシュタインに対する工作を行った。正規ルートでは偽物であることを見破られウェインらに捕縛された。
傭兵ルートのみの参入。長剣を武器とする近接戦闘キャラだが、若干の魔法も操ることができ、同ルートではウェイン以外で唯一の回復魔法の使い手となる。
『III』ではセレブ同様、召喚はできない。
19歳、183センチ。

### バーンシュタイン王国
マクシミリアン・シュナイダー
声 - 藤原啓治
ウェインの親友。正規ルートにおける最終ボス。
愛称は「マックス」で、ウェインのみがこう呼ぶ。仕官学生時代はウェインと同期だったが、元来争い自体を憎むほど嫌いなため戦争の中で活躍する兵士より、戦争を起こさないようにできる政治の道に興味を示し、若くしてバーンシュタイン王国の大臣となる。以後は政治家として国家に貢献する。
傭兵王国を巡る事件により、敵側の策略によってウェインとは一時的に敵対するが、やがて誤解が解けた事で和解する。しかしその一方で、争いの絶えない世の中に疲れ、世界の未来を憂うような発言が増えていく。
傭兵王国が壊滅すると突如としてバーンシュタインを離反し、時空制御塔を占拠。争いを繰り返す人類に絶望し、かつてウェインと共に遺跡で見つけた「言霊の面」を用いて世界中の人々を洗脳、操作する事で争いの無い世界を作ろうと目論む。正規ルートではウェイン等に阻止されて時空制御塔から落下。死亡したと思われたが、子供達だけの集落に助けられ、彼らを通して自分の過ちを省みる。その後、ウェインだけに別れを告げて旅立った。小説版ではエリオットは彼が生きているに気づいており、いつか立派に成長して帰ってきたときはいつでも迎え入れることをウェインに告げている。
プレイヤーの選択によっては彼の計画に乗る事もできる。その場合は仲間と敵対することになるが、最終的には仲間達の元に戻り、シュナイダーの野望を阻止する事も選択可能。ただし、この場合シュナイダーは死亡してしまう。
長剣を武器とする、やや魔法寄りの万能型。パーティーメンバーとしての参入は序盤のみ。
『III』では本作で生存を確認していた場合、他のメンバーと共に召喚して仲間に加える事ができる。
18歳、183センチ。好き：読書、討論。嫌い：争い。特技：政治、チェス。
エリオット
声 - 鶴野恭子
人望厚きバーンシュタイン国王で、前作でカーマインと共に戦った戦士の一人でもある。ウェインたちに様々な任務を課す傍ら、序盤では単身お忍びで戦場に現れ、とある村を救っていたりもする。細身剣の使い手。
小説版ではシュナイダーの生存を知っており、彼がいつか立派に成長して戻ってくることを願っている。
15歳、165センチ。好き：甘いもの。嫌い：犬。特技：礼儀作法。
ジュリア・ダグラス
声 - 手塚ちはる
前作でカーマインと共に戦った戦士の一人。代々インペリアル・ナイトを輩出してきた名家の出で、女性初のインペリアル・ナイト。シャルローネにとっては憧れの存在であり、後に女性のみで構成されるユニコーン騎士団を率いることになった際はシャルローネの上官となる。対外的な軍務を担当。第二師団所属のウェインも当初は彼女の配下である。
ドラマCDではシャルローネとの掛け合いが展開され、ケーキを作る彼女から調理法を学ぶというもの。実はその前に女性らしさを身に着けるべくシチューに挑戦してアーネストとオスカーの両名に試食してもらったが、想像を絶する味だったことは彼女を気遣って伏せられた。当のジュリアは二人の想いにまったく気づいておらず二人の態度を見て上手くできたと勘違いしていた。シャルローネのアドバイスで一緒にケーキを作るが中々上手くいかないなど意外な面を覗かせた。
18歳、173センチ。3サイズは上から91/58/86。好き：特になし。嫌い：卑怯な手口、甘いもの。特技：剣術。
オスカー・リーヴス
声 - 上田祐司
バーンシュタイン王国の誉れ、インペリアル・ナイトが1人。先の大戦の責を負い国外追放されたライエルとは親友関係にあった。ウェインの武器が鎌なのは、同じく大鎌を使用する彼に憧れていたためである。おもに内政面でエリオットを補佐している。
傭兵国ルートに進んだ場合には敵として戦うことになる。
22歳、175センチ。好き：友と過ごすひととき。嫌い：特になし。特技：剣術、指揮能力。
ローガン
声 - 大山高男
ウェイン、シュナイダーの騎士見習い時代に教官を務めた老騎士。シュナイダーの父とは親友で、自分が負傷したことを発端に彼を失ったことを悔いている。その息子であるシュナイダーを実の子のように見守っている。しかしそのシュナイダーが全人類の洗脳を目論むと彼の父への恩義から付き従い、止めに来たウェインに「共に堕ちてやるのも親」だと語って剣を交えた。最期はウェインに「この分からず屋！」と叱責されながら倒され、シュナイダーの事を託して死亡する。
ピエトロ
声 - 水谷優子
シャルローネの弟。病弱で歩行も困難な状態にある。昔は余命10年と言われていたが医療が発達した現在は手術で直すことも可能。だがその手術は激痛を伴うため、本人が拒絶し続けている。見かねたシャルローネが「自分がインペリアル・ナイトになったら手術を受けて」と約束を交わした。プレイヤーの行動次第で（シャルローネがユニコーン騎士になった場合のみ）手術を受けさせることができる。
オリビア
声 - 黒河奈美
リビエラの姉で、バーンシュタイン王国の諜報機関のメンバー。時折、妹との定時連絡の為に至る所に現れる。かつて、カールという名の同僚兼恋人がいたが、そのカールが任務中に命を落とした事がリビエラのトラウマになってしまっている。

### その他
ゲーヴァス
声 - 斉藤次郎
この世界に人間よりも昔から住んでいる異形の原住生物ゲーヴの王。200年前グローシアン達と戦い、敗北して封印される。時を経て復活し、アリエータの肉体を乗っ取って世界を混乱へと導いていた。しかし200年の間に自身の肉体が弱っていたことまでは知らず、復活直後ウェインたちに後れを取り倒された。
人間に敗れたゲーヴァスは、肉体を時空制御塔に、魂を当時最強のグローシアンであった二人に封じられる。
しかし時が経つにつれゲーヴァスも力を取り戻しつつあり、魂を封じていた二人のグローシアンの精神が侵蝕されていく。そしてそれは後に起こった戦乱の始まりを意味していた。
侵略者に生存圏を奪われたある意味被害者であるが、グローシアンの片方と人格が混ざり合ってしまった彼の行いが三国大陸に人間とフェザリアンが脱出してきた原因の一端となっていたことが『グローランサーIV Return』で示されている。また、それは別次元の物語（『グローランサーIV』）にも影響を与える事となる。
ウォルフガング
声 - 志村知幸
傭兵団グランツェシュトゥルム（「輝ける嵐」の意）を率いる団長。傭兵は戦争が始まると命を懸けて戦うにもかかわらず、戦争が終わると戦いを生み出す存在として忌み嫌われる。そんな理不尽に納得がいかず、傭兵達が安心して暮らせる傭兵王国の建国を目指し三国に宣戦布告する。実力者であることは当然、冷静な考えを持ち周到な作戦を練ることで三国と渡り合う。
正体はウェインの腹違いの兄で、本名レオナルド・ザウアー。父の家出後、母とその再婚相手に殺害されそうになったことからザウアー家を逃れ、傭兵の世界に入った。自分を捨てた父（実の父と継父両方）と母に復讐するが、ウェインやザウアー家の使用人には怨みをぶつけようとしなかったところを見るとかなり理性的な人物と言える。ウェインから何か感じるものがあったのか、仲間に素性を調べさせ腹違いの弟だと知る。
正規ルートでは巨大な魔導兵と合一し、二度と元に戻れないのを承知でウェインたちと決戦を行う。その覚悟も及ばず敗北し、「反乱の全ては自分の独断であって傭兵達は脅されて従っていただけ」だとして彼等に寛大な処置を下す事をウェインに託し、死亡した。
プレイヤーの選択次第では、バーンシュタイン王国を裏切って彼の側に寝返る事も出来る。ただしウェインがウォルフガングの正体を知った際は復讐を果たす選択肢も生まれ、こちらを選んだ場合はエンディング直前にウォルフガングに反旗を翻し、自分が腹違いの弟であることを告げ復讐を果たすことも可能。その場合は潔く敗北を認め、ウェインに傭兵たちのこれからを託して息絶える。
22歳、191センチ。好き：仲間。嫌い：傭兵を蔑む人間。特技：剣術、戦術知識。
アリオスト
声 - 三木眞一郎
前作でカーマインと共に戦った戦士の一人であり、大陸の英知が集結する魔法学院に所属する最年少の教授。人とフェザリアンとのハーフであり、魔道機械研究に向ける情熱と知識は計り知れない。ウェインたちは様々な局面で彼に助力を請うこととなる。
25歳、182センチ。好き：研究。嫌い：ヘビ。特技：魔導機械技術、飛行装置の研究、農学。
カレン・ラングレー
声 - 水谷優子
ゼノスの妹で、ローランディア王国のグランシルで小さな病院を経営している女性。前作でカーマインと共に戦った戦士の一人でもある。ウェインたちが巻き込まれた事件を一部始終見ていた人物。ゼノスとは血の繋がりがないのだが、彼女自身はそのことを知らされていない。
前作メンバーだが彼女だけ声優が変わっている。
21歳、165センチ。3サイズは上から91/55/85。好き：母の形見の人形。嫌い：争い。特技：薬草の知識。
ウォレス
前作でカーマインと共に戦った戦士の一人で、元ベルガー傭兵団の副団長。前作の戦いの後はローランディアの将軍として迎え入れられ、各地の混乱を鎮める役割を果たしている。ウェインと初めて会った時は「お前（カーマイン）みたいな奴」と評した。今作ではカーマインは前作におけるウォレスの立場に立つ事で、ウェインを当時の自分と重ねて見るシーンがある。
外伝の『サンドラ物語』において彼女からカーマインの保護者として頼りにされている描写がある（カーマインとしては心配されるのが心外な様子で困っていたが）。この物語の中では、サンドラの夫の候補者として若き日のウォレスの名前が挙げられている。
ルイセ・フォルスマイヤー
カーマインの義妹で、皆既日食のグローシアン。前作でカーマインと共に戦った戦士の一人でもある。全人類がグローシアンとなった現在でも元々グローシアンであった彼女は突出して高い魔力を持つ。魔法学院は既に卒業しており、今作ではローランディア側の伝令として各地をテレポートで飛び回っている。しかし任務中でもカーマインに会う為にその場に留まっていたりとブラコンな性格は相変わらず。
ミーシャ
前作でカーマインと共に戦った戦士の一人で、ルイセの親友の魔法学院生。ルイセと違ってまだ卒業できておらず、相変わらず学院内で派手に転んだりとドジばかりの生活を送っている。
ウォレス、ルイセ、ミーシャの三人は今作では声無しの出演である。

## キーワード
グローシュ
大気中に存在するエネルギー。時空のひずみに存在し、そこから流れ出して大気中に広がる。魔法を使うときに必要となる物だが、現在は微々たる量しか存在しない。一般にひずみの大きい北側に多く存在し、南側には殆ど存在しない。生まれついて体内にグローシュを持つ者をグローシアンと呼ぶ。
グローシアン
グローシュを持って生まれた人々。厳密には自身の中にチャンネルを開き元の世界からグローシュを引き出す術を本能的に知っている人々のこと。そのため一般人よりも強大な魔法が使える。日食や月食の日に生まれたごくわずかな人間、若しくはグローシアンの両親から生まれた子供しかグローシアンになれない。月食＜日食＜皆既月食＜皆既日食の順番で力が強くなる。また、『グローランサーIV Return』では最も力の弱い部分月食のグローシアンが存在する事が語られる。
前作終盤のカーマインとゼノスにより時空のひずみが拡張され元の世界からの影響が増大されたため、本作は序盤のごく一部を除き登場する人物のほぼ全てがグローシアンである。ただし、200年前に最強を謳われたアリエータや皆既日食のグローシアンであるルイセは常人より強力な魔法力を持つことが明言されており、新規のグローシアンはやや力の劣る部類に入るらしい。
グローランサー
人類の故郷であった世界の言葉で「光の救世主」という意味。劇中ではカーマインの事だが、元々は1000年前に人類の為に戦った青年（『III』の主人公であるスレイン）を指す言葉である。本シリーズのタイトルとなっている用語であり、各作品の主人公を指すが、実際にストーリーに関わる形で登場するのは今作位なものであり、後のシリーズでは稀に会話等に出て来る程度である。
三国大陸
ローランディア王国、バーンシュタイン王国、ランザック王国を一まとめにした呼び名。
バーンシュタイン王国
ウェインの母国で大陸最強のインペリアル･ナイト騎士団を擁する王国。エリオットが王となってからは平和主義の方針で国政を行っている。
ローランディア王国
カーマイン達の母国であり、カーマインをはじめ前作のキャラが多く在籍する。穏健なアルカディウス王が崩御して甥のコーネリウスが新王として即位した。前王と違い過激なコーネリウスは軍事路線に梶を切り他国を脅かそうとする。
ランザック王国
領土が南に位置するため魔法が他二国に及ばない代わりに、屈強な戦士たちが多く、かつて武力で他の二国と肩を並べていた王国。ヴェンツェルに王都を壊滅させられ今作では三国中最も国力の弱い王国となっている。国王が殺害されてからは内乱の絶えない国となっている。今作では名前のみの登場なのでランザックに移動することはない。
リング=ウェポン
装備者が強く念じることで、その者を象徴した武器に変わる指輪。精霊石をはめる事で、その石の特徴を武器に表すこともできる。リング=ウェポンを使える者をリングマスターと呼ぶが、マスターになる資質を持つものは100人に1人程度の割合でしか存在しない、という設定になっている。有能な武術家でも不適合となることもあり、マスターとなるための必要条件は不明。しかしパーティーメンバーは全員問題なく使用でき、作中でも「世界中に広まりつつあるので各地にリング装着屋を開く」と語られるなど、ストーリー上ではこの設定は特に活かされない。
インペリアル・ナイト
バーンシュタイン王国近衛第一騎士団所属騎士。一人で兵士100人を相手にできる力を持ち大陸最強と言われている。叙任には実力だけでなく一流の品格や知性なども要される。今作で登場するインペリアル・ナイトはオスカー、ジュリア、そして行動次第でウェインの最大3人。
シャドーナイト
前作に登場したバーンシュタイン王国の暗部たる組織。戦闘能力こそ然して高くないものの破壊工作や妨害・暗殺に優れ、その存在はバーンシュタインとの戦争がはじまるまで各国も知らなかった。現在では当時のマスターはカーマインたちに討ち取られており、更にはエリオットが王位についてからは解体された。リビエラ、ゼノス、オリビアは生き残った元シャドーナイトである。
フェザリアン
背中に羽を持つ人種。魔法は使えないが人間よりも高度な科学力を持つ。個よりも集団を重視する考え方を持ち、戒律を遵守し、破ったものには厳しい罰を与える。空に隔離されたフェザーランドに住んでいたが、前作クライマックスにて時空制御塔を落とすためにフェザーランドも崩壊し、現在では地上に降りている。
ゲーヴ
200年前まで世界を支配していた種族。後から現れた人間とフェザリアン達によって駆逐され絶滅。王であるゲーヴァスも封印された。ゲヴェルの元となった生物でもある。
時空干渉能力
一時的に時空のひずみを大きくして多くのグローシュを生み出す能力。またそれを利用して周囲の人間をグローシアンにすることもできる。ただし、極度の疲労が伴う上に、時空のゆがみを大きくしてしまうため多用はできない。今作ではまったく会話中にも内容にも登場しない。
時空制御塔
太古、フェザリアンが開発した時空制御装置を搭載した浮遊塔。元は居住区として使われていたがグローシアンに占拠され、軍事施設として改造された。先の大戦の決戦舞台でもあり、今作では観光地として一般公開されているが、実は内部は調査しきれておらず未だ危険な秘密が潜んでおり、今回も多くの悪事に利用される。

## 主題歌
オープニングテーマ「On The Road」歌：RADIODRIVE
エンディングテーマ「新しい風」歌：笠原弘子

## リンク
- 公式サイト - ウェイバックマシン（2009年10月04日アーカイブ分）
- PS2廉価版 公式サイト - ウェイバックマシン（2011年9月02日アーカイブ分）